# Freto
Freto est une ancienne piève de Corse. Située dans le sud-est de l'île, elle relevait de la province de Bonifacio sur le plan civil et du diocèse d'Ajaccio sur le plan religieux. Le Freto est aujourd'hui une des régions naturelles de l'île.
Désertée des suites du paludisme et des incursions barbaresques, elle n'est déjà plus mentionnée à la fin du Moyen Âge. Le territoire correspondant se repeuplera progressivement à partir de la fin du XVIIIe siècle par la sédentarisation de bergers originaires des pièves de Carbini et Scopamène.

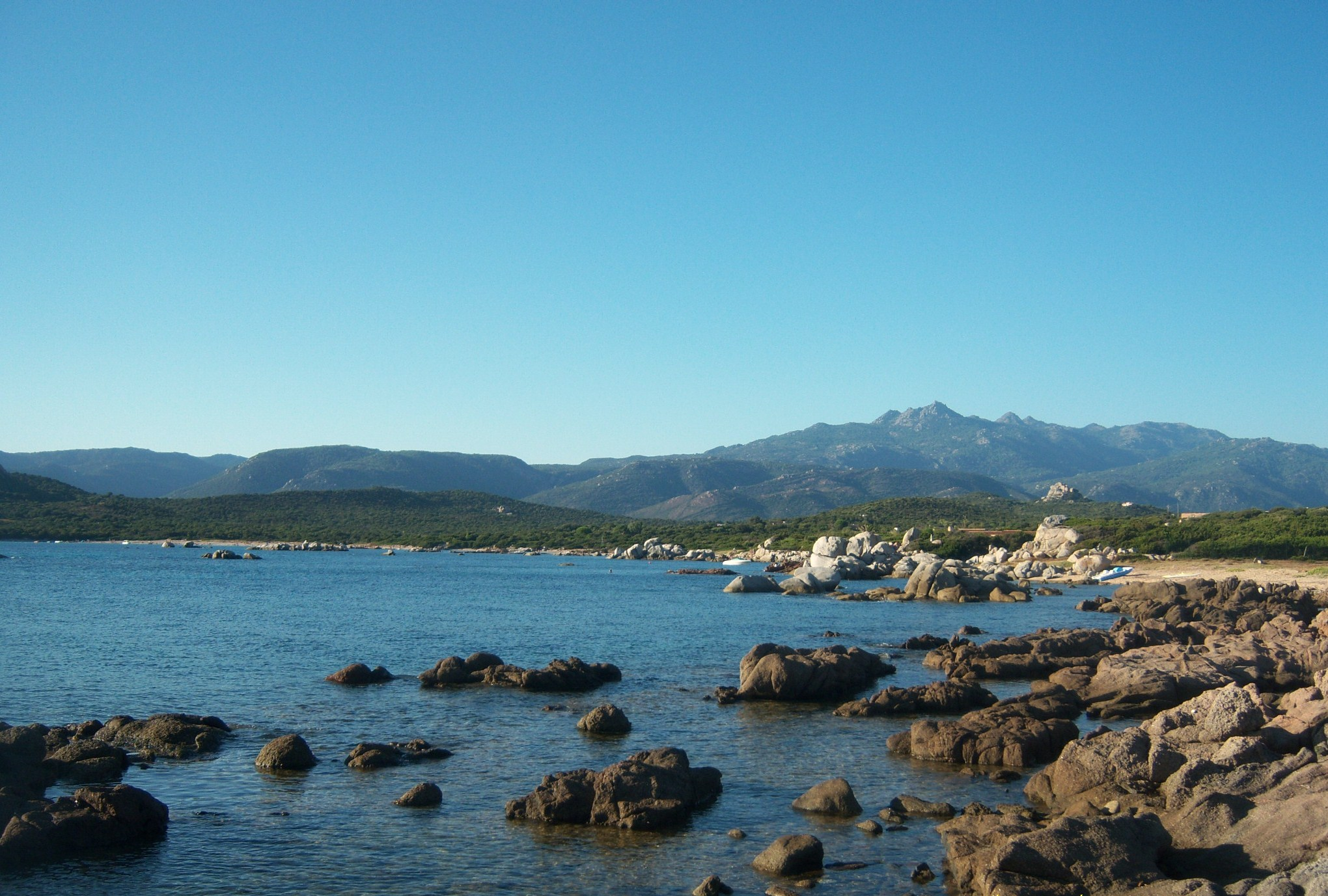
L'anse de Chevano, à Caldarello.

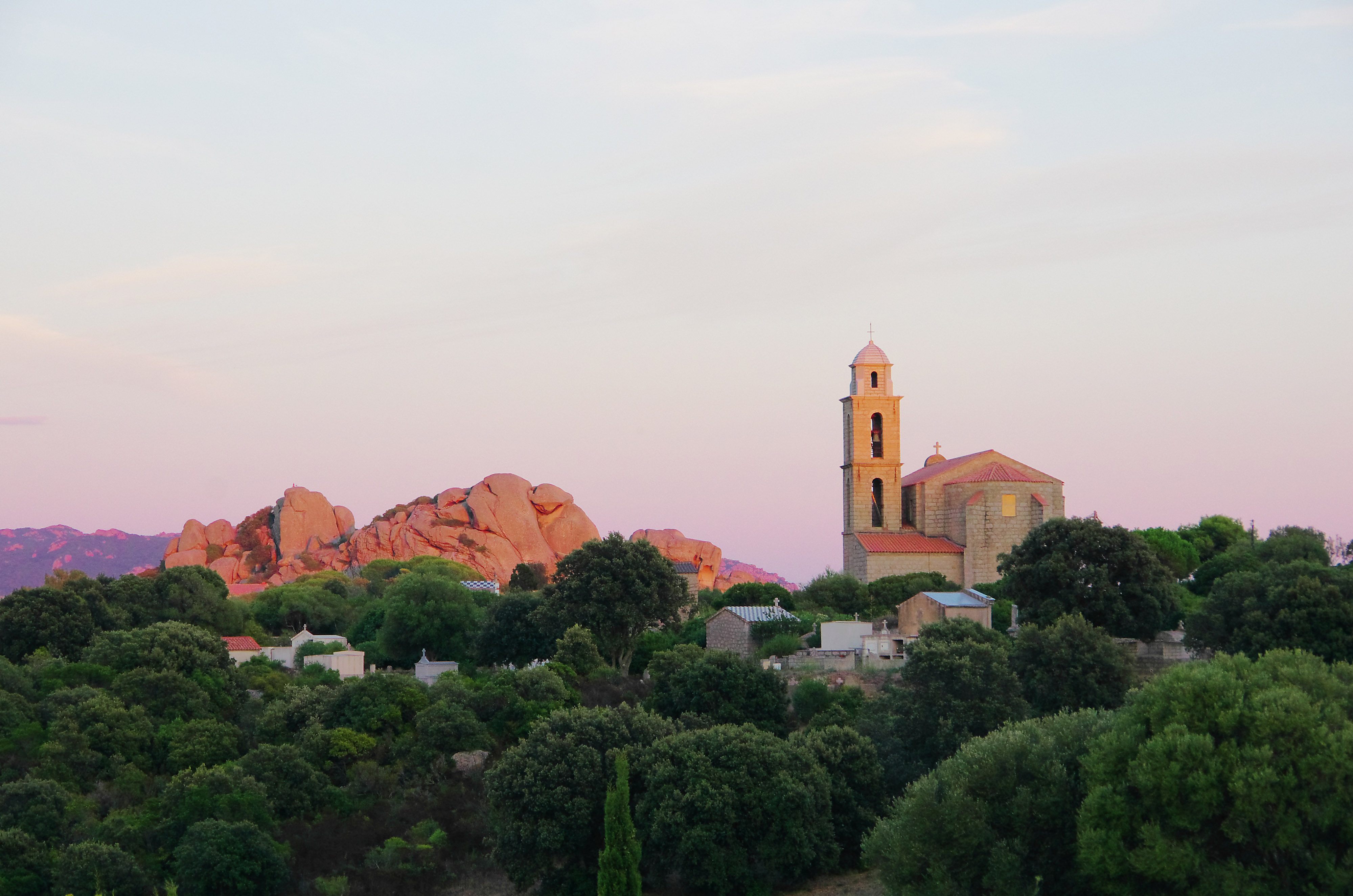
Église de l'Annonciation à Caldarello.

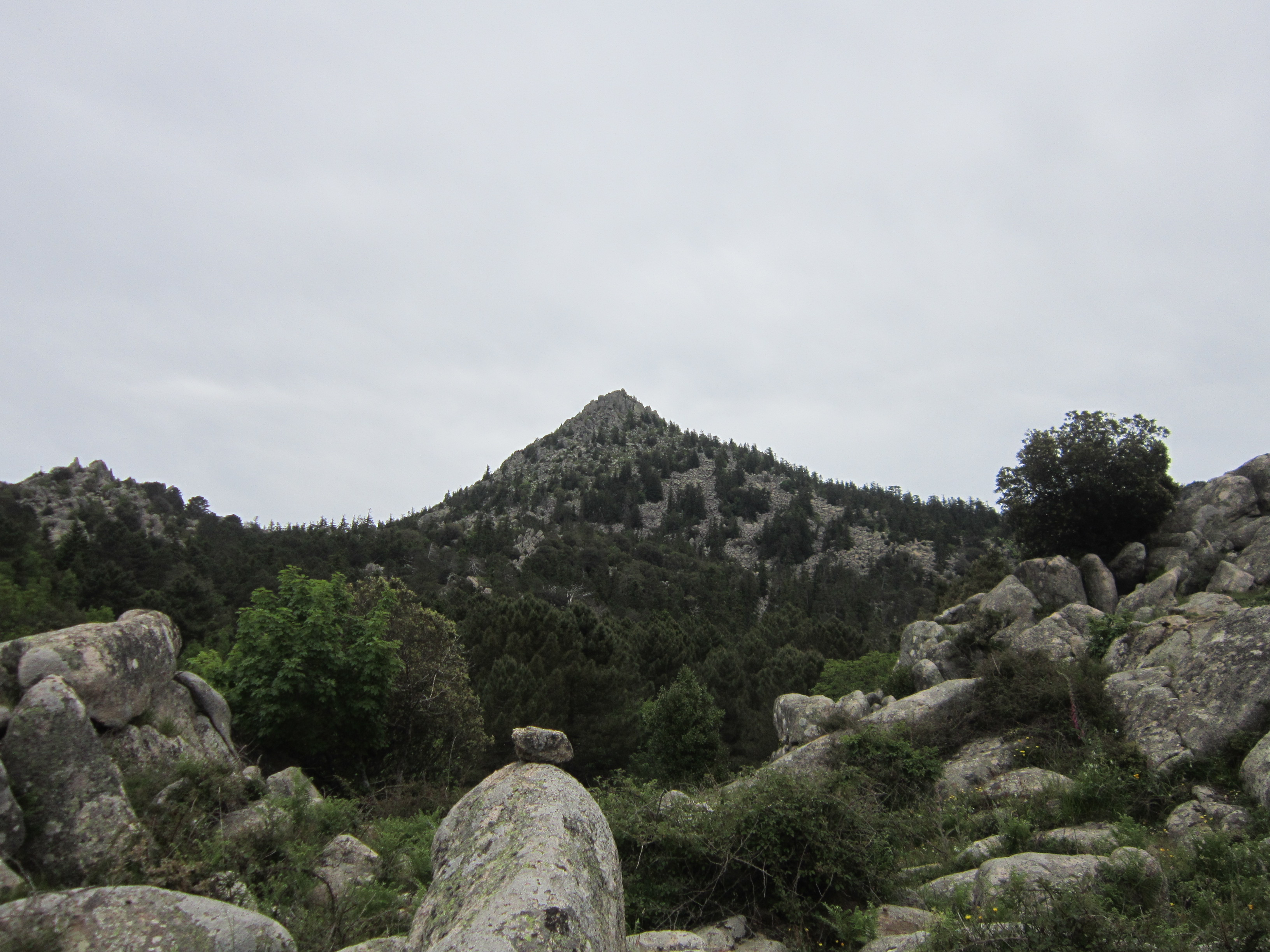
Paysage typique de la Cagna.

## Géographie

### Situation
Freto est un vaste territoire proche de l'extrémité méridionale de la Corse, situé entre les derniers reliefs de la chaîne centrale (montagne de Cagna) et les cités génoises de Bonifacio et Porto-Vecchio. La majeure partie de son territoire est occupée par une large plaine localement connue sous le vocable de Pian d'Avretu, qui s'étend des rivages de Monacia-d'Aullène (au sud-ouest) jusqu'à Sainte-Lucie-de-Porto-Vecchio (au nord-est). Le Freto s'articule principalement autour de la partie occidentale de cette plaine aux vignobles réputés et dispose d'un aéroport.
Les pièves limitrophes de Freto sont :

### Territoire
Le Freto en lui-même est une microrégion centrée sur Sotta et Figari et s'étendant au nord jusqu'à la Cagna, à l'ouest jusqu'à Roccapina, au sud jusqu'au massif de collines de la Trinité qui le sépare de l'arrière-pays de Bonifacio et à l'est jusqu'aux abords de Porto-Vecchio. Son tissu d'habitat est principalement constitué de petits villages et hameaux pastoraux éparpillés dans la plaine, vestiges de la transhumance qui avait autrefois lieu entre le Freto et l'Alta Rocca, en particulier la piève de Scopamène,.
Le Freto correspond à l'ancien canton de Figari (qui a existé entre 1973 et 2015).

### Composition
La région de Freto comprend, d'est en ouest, les communes de :
- Sotta ;
- Figari ;
- Pianottoli-Caldarello ;
- Monacia-d'Aullène.

## Toponymie
Le nom corse le plus usité pour désigner la microrégion est Avretu, comme en témoigne l'existence de la revue locale A Pian d'Avretu (créée en 1991) et du groupe de polyphonies Avretu, tous deux fondés par des habitants de la région. Cependant, l'orthographe corse de ce toponyme ne fait pas consensus. On peut aussi le rencontrer dans la littérature corse sous la forme Afretu. Ses habitants sont les Avritinchi.
On relève également quelques occurrences des formes aphérésées Fretu et plus rarement Frettu. La première est à rapprocher de la graphie toscanisée la plus répandue, Freto, attestée dès le XIVe siècle dans les écrits du chroniqueur Giovanni della Grossa.
Avretu, toujours utilisé sans l'article défini en corse, fait initialement référence à la zone de plaines située au pied de la Cagna sur les actuelles communes de Figari et de Sotta. L'expression Pian d'Avretu (où pian est issu de l'apocope du mot piana signifiant "plaine") décrit un périmètre bien plus large et sert encore aujourd'hui pour désigner le pays plat situé entre Monacia-d'Aullène et Sainte-Lucie-de-Porto-Vecchio.
On peut rapprocher l'origine du nom de cette micro-région par le sens latin du mot fretum qui signifie bras de mer, détroit, plus précisément originellement, endroit où les eaux bouillonnent, sont agitées. Cela correspond bien à la situation géographique des lieux à l'extrême-sud de la Corse et au caractère périlleux des Bouches de Bonifacio.

## Histoire
Geneviève Moracchini-Mazel met en avant une ancienne piève de Figari ayant fait partie du diocèse d'Ajaccio et dont le territoire correspondait aux actuelles communes de Figari et Pianottoli-Caldarello. 
L'église piévane était celle de San Giovanni Battista, aujourd'hui en ruines, située sur l'actuelle commune de Figari. Elle est attestée par la présence du toponyme Pieve, à 500 mètres au-dessous du hameau de Pruno.
Désertée à la suite des incursions barbaresques et des dégâts du paludisme, la contrée de Freto demeura un lieu de transhumance et d'agriculture pour les habitants de l'Alta Rocca. Il fallut attendre la fin du XVIIIe siècle pour que la population s'y sédentarise à nouveau de manière dispersée. L'expansion démographique a abouti à l'individualisation de quatre communes au cours du XIXe siècle : Figari en 1800, Sotta en 1853 puis Caldarello et Monacia en 1864 (en même temps que les communes du Sia et du Filosorma ainsi que celle d'Aghione dans la plaine d'Aléria).

## Culture

### La mouche de Freto
Le Freto fut le théâtre d'un événement historique hautement romancé mais rapporté par des historiens du Moyen Âge tel Giovanni della Grossa, qui vit une créature mythique, la mouche de Freto (en corse u musconu d'Avretu), dévaster la région.